# چوبینه (آوج)
چوبینه، روستایی از توابع بخش مرکزی شهرستان آوج در استان قزوین ایران است.

## جمعیت
روستای چوبینه با مناظری زیبا و بکر واقع در مناطق کوهستانی با آب و هوایی دلپذیر در دامنه کوه آق داغ قرار دارد که مکانی مناسب برای گذران اوقات فراغت و کسب آرامش میباشد.
این روستا در دهستان شهیدآباد قرار دارد و براساس سرشماری مرکز آمار ایران در سال ۱۳۸۵، جمعیت آن ۱۶۴ نفر (۵۳خانوار) بوده‌است.